# Gullfaks
Gullfaks ist ein Ölfeld in der Nordsee. Das 1986 erschlossene Feld war das erste Erdöl-Feld, das komplett von norwegischen Unternehmen erschlossen wurde. Mit geschätzten Vorräten von 2,3 Milliarden Barrel ist es das viertgrößte Feld im norwegischen Sektor der Nordsee.

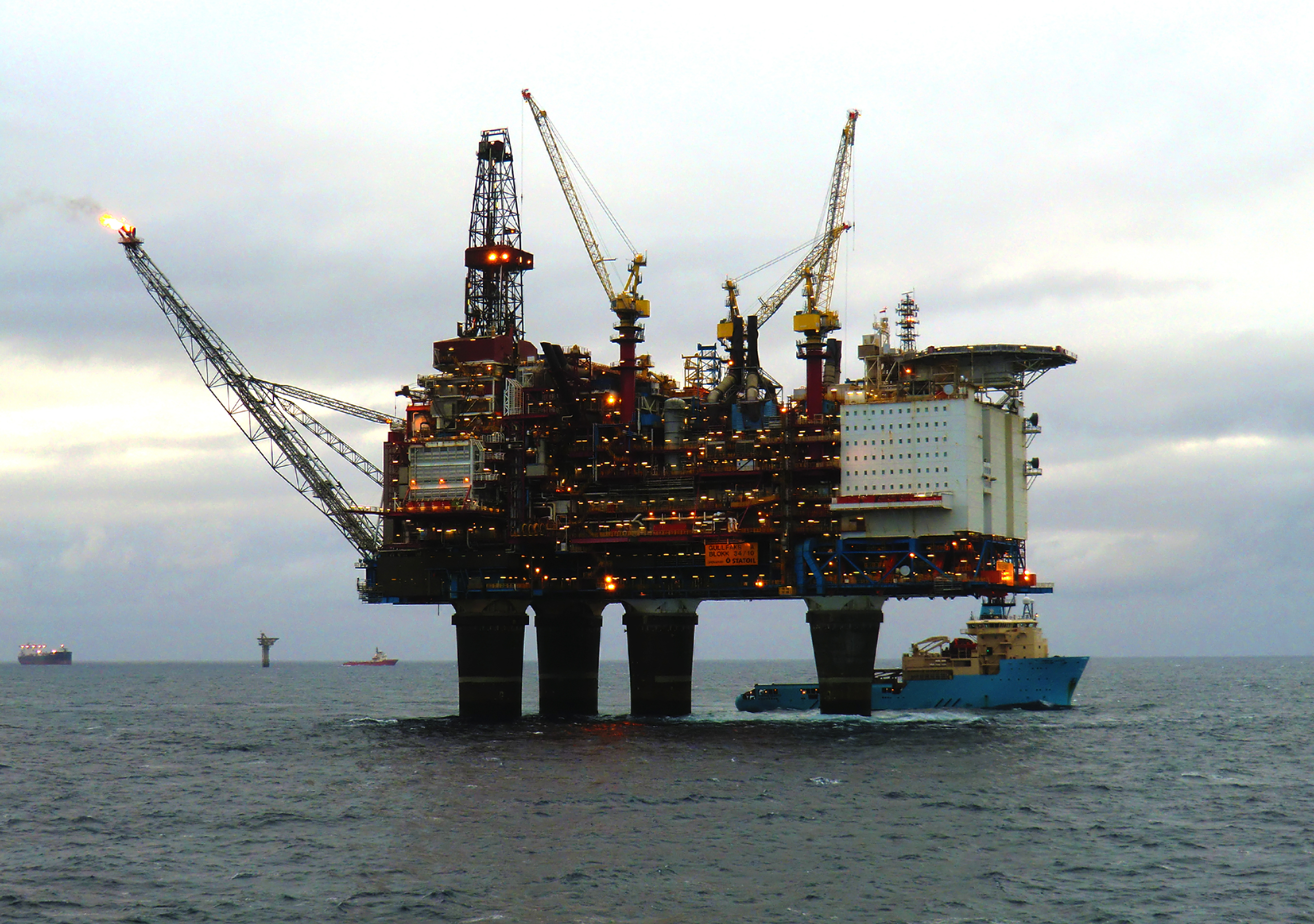
Förderplattform Gullfaks Alpha

Das Feld wurde 1979 entdeckt, Statoil begann seine Arbeiten auf dem Ölfeld 1981 und nahm 1986 die Produktion auf der Bohrinsel Gullfaks C auf. Seit dem Förderhöhepunkt von 1995 ging die Jahresförderung auf ein Zehntel der damaligen Mengen zurück (Stand 2006).